# Эскадренные миноносцы типа «Фидониси»
Эскадренные миноносцы типа «Фидониси» — тип эскадренных минононсцев российского и советского флотов. Всего было заложено 16 кораблей подобного типа для Черноморского флота, из которых было введено в состав флота четыре единицы, другие 12 достраивались в Николаеве. Вышеозначенные четыре корабля были затоплены Красной Армией около Новороссийска в июне 1918 года. Ещё позднее из кораблей в Николаеве были построено четыре судна, которые потом вошли в состав белого и советского флотов.

## Строительство и служба

### Российский императорский флот
Были заложены сразу после начала Первой мировой войны. По конструкции повторяли эсминцы типа «Дерзкий», отличаясь от них наличием турбинных приводов вспомогательных механизмов, усиленным артиллерийским вооружением и трёхтрубными торпедными аппаратами. Названы в память побед российского флота под командованием Ф. Ф. Ушакова, поэтому известны как эсминцы «ушаковской» серии. Оценивая эти эсминцы как наиболее современные на тот момент среди кораблей данного класса, Морской главный штаб в 1916 году заложил в Николаеве ещё 12 кораблей этого типа.
5 мая 1917 года первые корабли данного типа «Фидониси» и «Керчь» вошли в состав ВМФ Временного правительства России (позднее ВМФ Российской республики). До конца 1917 года было построено 4 эсминца, такое же количество готовилось к введению в состав флота. После введения в состав флота они использовались чаще всего для ведения разведки и сопровождения линкоров. Участвовали в нескольких боях до весны 1918 года под руководством Керенского и большевиков.

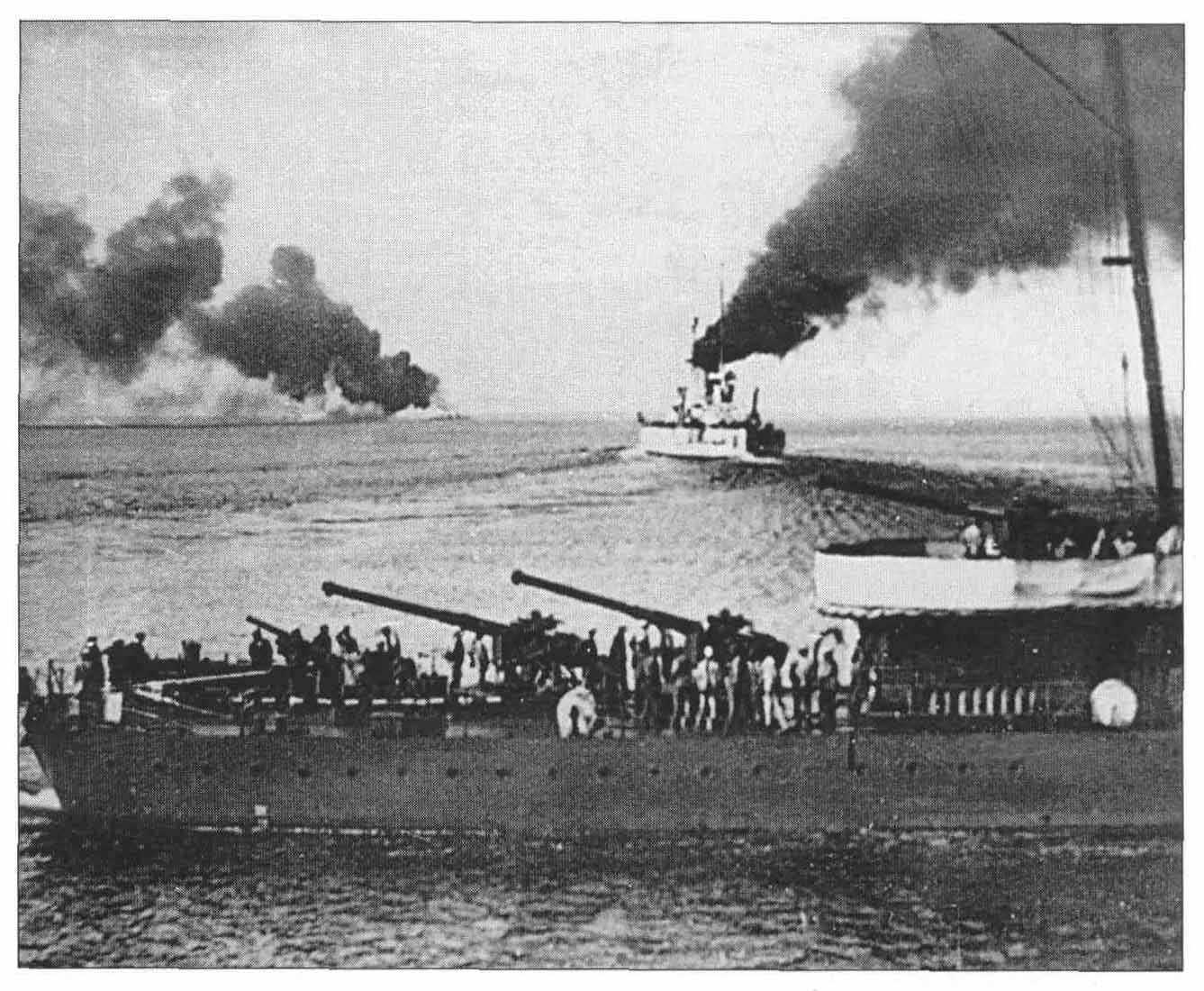
Эсминец «Керчь» останавливается в Новороссийске, а линкор «Воля» идёт к Севастополю 17 июня 1918 года

В момент революции 1917 года экипажи этих эсминцев придерживались преимущественно большевистских взглядов.
15 (28) декабря 1917 года матросы эсминцев «Фидониси» и «Гаджибей» расстреляли на Малаховом кургане всех своих офицеров (32 человека). К вечеру того же дня резня офицеров шла уже по всему Севастополю. Трупы были выброшены в море в Южной бухте.
24 апреля 1918 года «Гаджибей» обстрелял Алушту и высадив десант, подавил контрреволюционный мятеж, оттеснив силы крымскотатарских националистов.
С помощью миноносцев «Фидониси», «Звонкий» и «Пронзительный» в Феодосии красногвардейцы и матросы также подавили татарское выступление.
Отказавшись поднимать украинский флаг, 29 апреля 1918 года эсминцы «Керчь», «Фидониси» (из Феодосии или Ялты), «Калиакрия» и «Гаджибей» перешли в Новороссийск, где в июне 1918 года были затоплены по приказу В. И. Ленина. 18 июня «Калиакрия» и «Гаджибей» были затоплены экипажем в Цемесской бухте. В те же дни эсминец «Керчь», который остановился в Новороссийске, потопил линкор «Свободная Россия» четырьмя торпедами и эсминец «Фидониси» торпедой и пушечной стрельбой в Цемесской бухте. После этого «Керчь» направилась в Туапсе, где 19 июня была затоплена экипажем.
12 кораблей этого типа, которые строились в Николаеве, в течение 1918 года формально вошли в состав ВМС УНР , однако так и не были достроены.

### Белый флот
Из кораблей, строившихся на николаевских заводах, в 1919 году в состав ВСЮР вошёл неукомплектованный эсминец «Цериго», позднее выведенный в Бизерту, где был 30 октября 1924 передан СССР. Однако из-за плохого технического состояния он снова остался в Бизерте, а в начале 1930-х был разобран на металл в Бресте.

### ВМС СССР

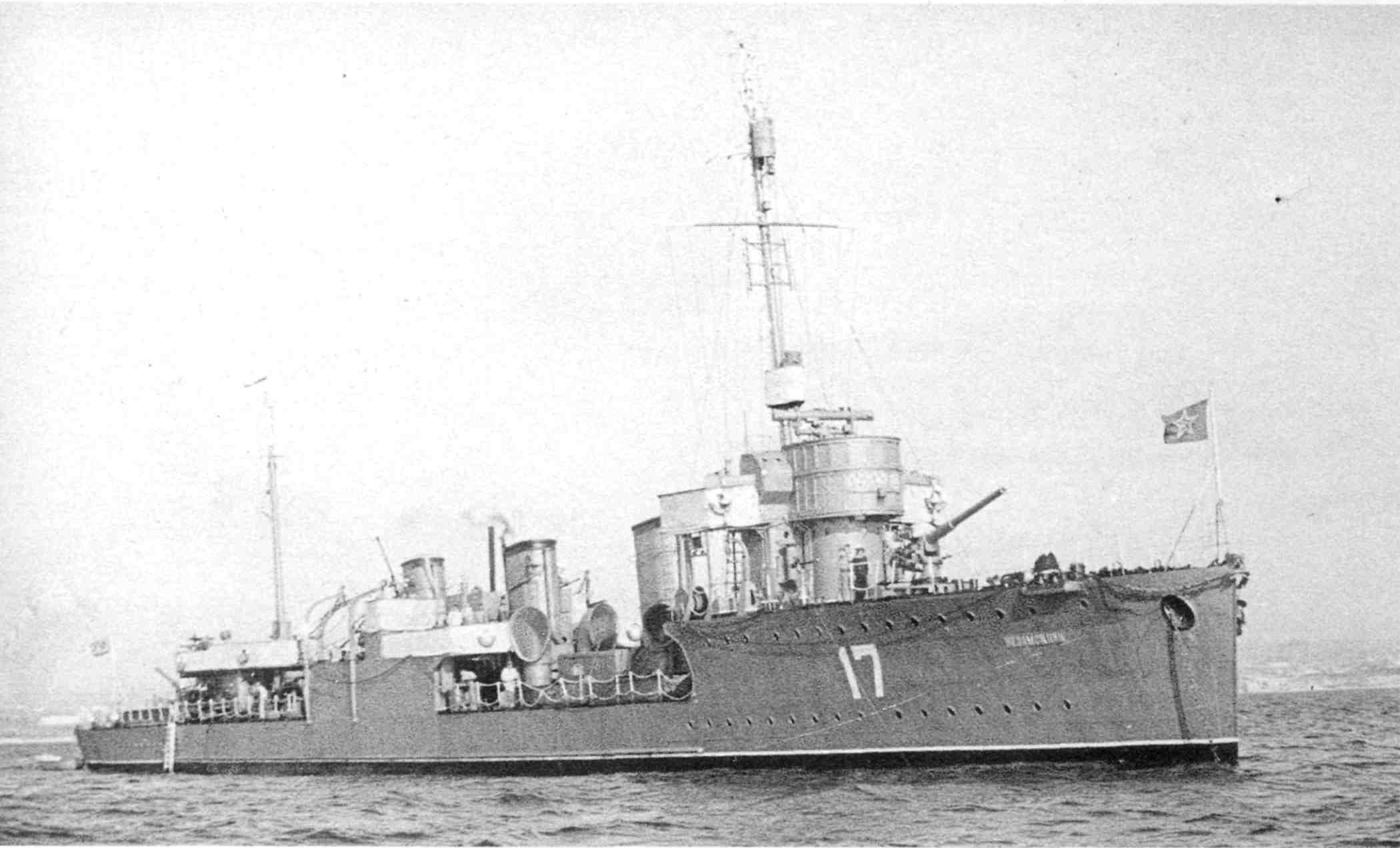
Эсминец «Незаможник» — первый военный корабль данной серии, построенный в СССР, и один из тех, кто имел название на украинском языке (например, «Червона Украина»)

Три эсминца («Занте», «Корфу» и «Левкас») были достроены в 1920-е годы. Они вошли в состав советского флота под названиями «Незаможник» (в 1923 году), «Петровский» (в 1925 году, позднее переименован в «Железнякова») и «Шаумян» (в 1925 году). Другие восемь кораблей на разных степенях готовности большевиками были разобраны на стапелях. Затопленная в 1918 году «Калиакрия» была поднята через 7 лет после затопления, отремонтирована и переименована в «Дзержинского». Все четыре корабля приняли участие в Великой Отечественной войне: «Дзержинский» и «Шаумян» были затоплены в 1942 году, а «Незаможник» и «Железняков» прошли всю войну и 8 июля 1945 года были награждены Орденом Красного Знамени.

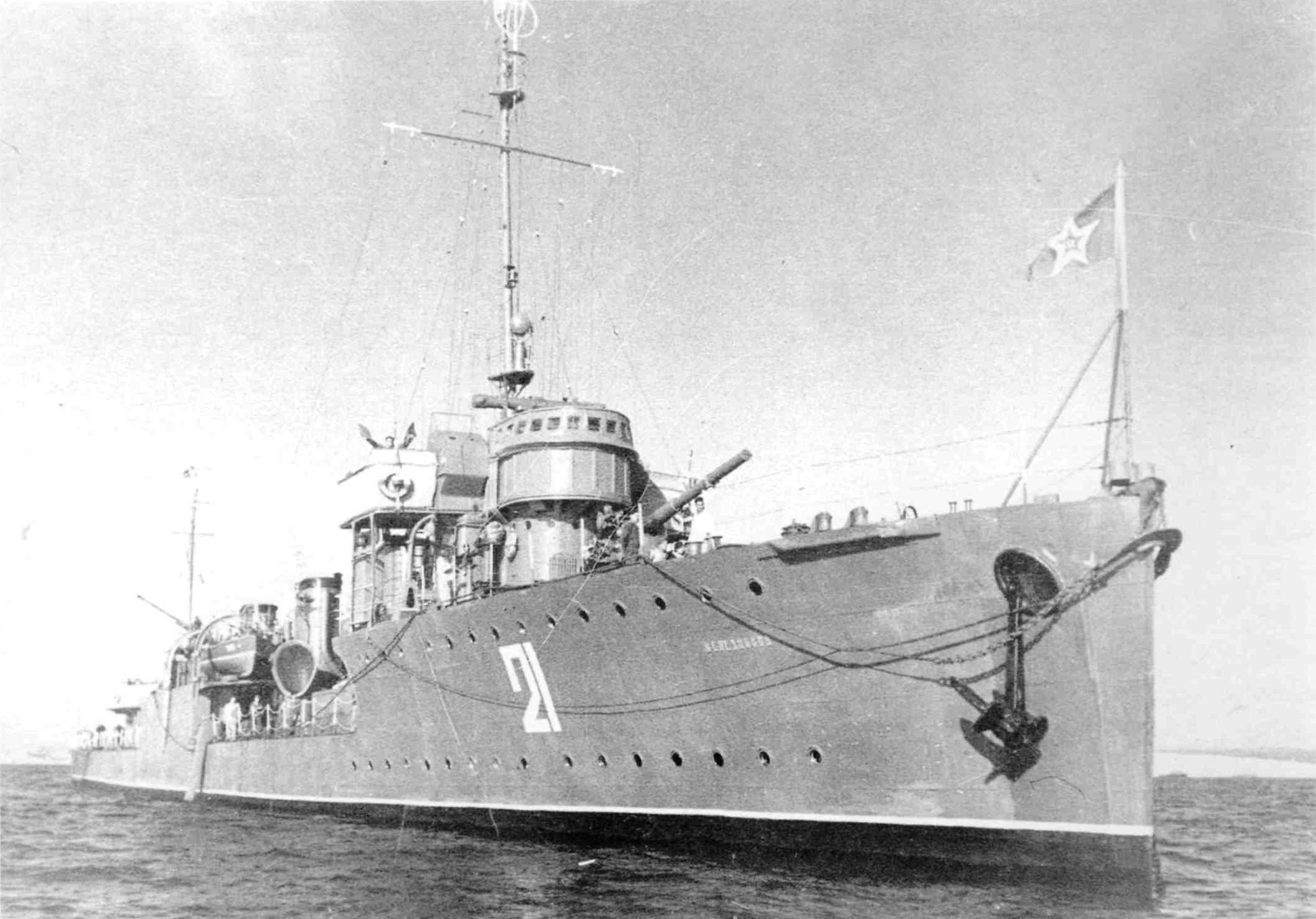
Эсминец «Железняков» в составе Черноморского флота СССР

После войны эти корабли продолжили службу: «Железняков» был передан Болгарии, где служил с 1947 по 1949, после чего вернулся в СССР. В 1953 году он был выведен из состава флота, разоружён и переформирован в плавказарму «ПКЗ-62». 10 июля 1956 исключён из списка судов ВМФ и 27 июля был расформирован в связи с передачей Отдела фондового имущества для демонтажа для реализации. В 1957 разобран на металл. 12 января 1949 «Незаможник» был разобран и переоборудован в корабль-цель, в начале 1950-х готов его потопили у берегов Крыма.

## Корабли серии

### 1-я серия
- «Феодониси», потом «Фидониси» — в 1918 затоплен большевиками близ Новороссийска.
- «Керчь» — в 1918 затоплен большевиками близ Туапсе после затопления Черноморского флота у Новороссийска.
- «Гаджибей» — в 1918 затоплен большевиками близ Новороссийска.
- «Калиакрия», потом «Дзержинский» — в 1918 затоплен большевиками близ Новороссийска, а в 1925 поднят.
- «Занте», потом «Незаможный», потом «Незаможник». Достраивался в Николаеве.
- «Цериго» — достраивался в Николаеве, потом был выведен в Бизерту и там разобран на металл.
- «Корфу», потом «Петровский», потом «Железняков», потом «ПКЗ-62». Достраивался в Николаеве.
- «Левкас», потом «Шаумян». Достраивался в Николаеве.

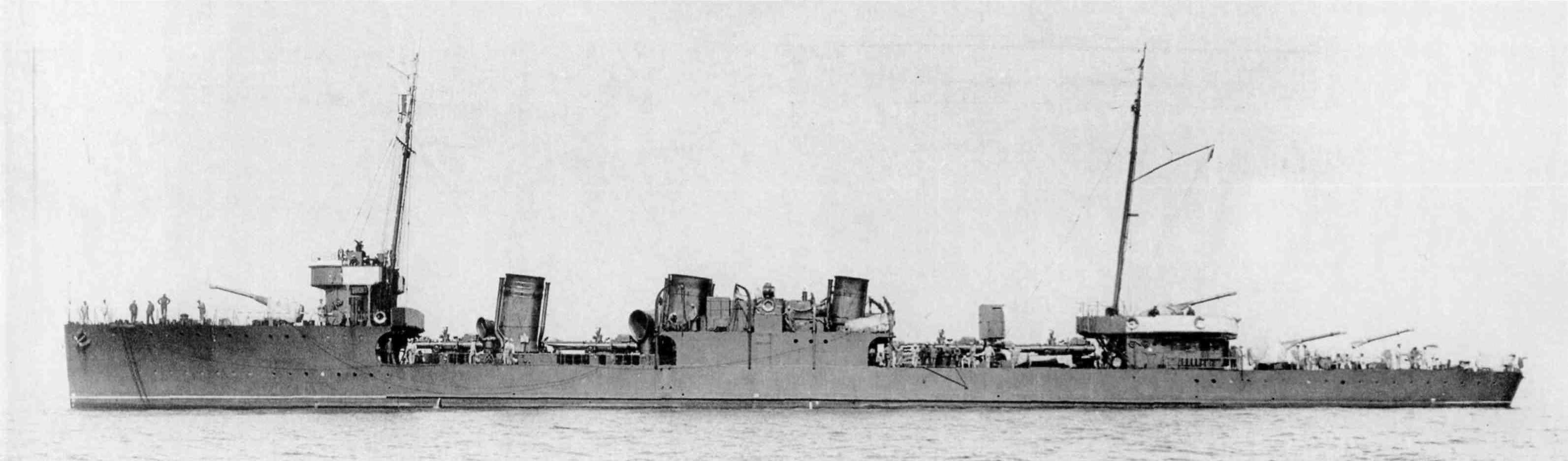
«Дзержинский»
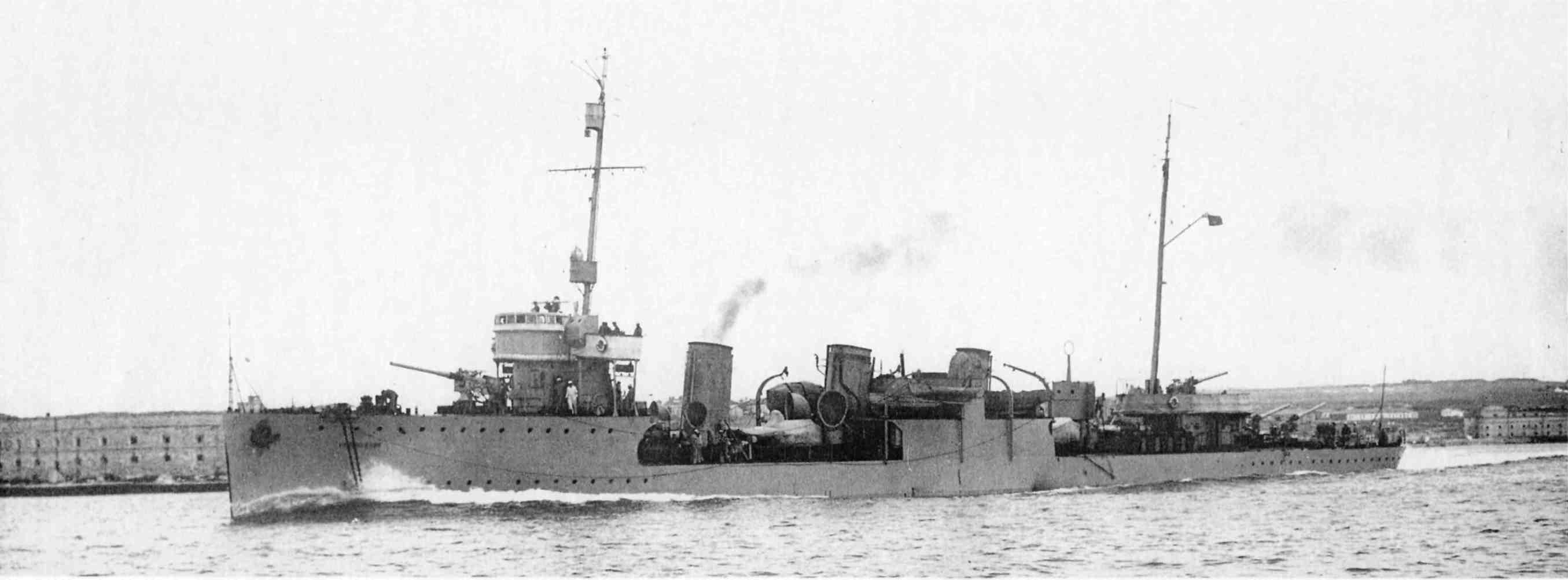
«Петровский»
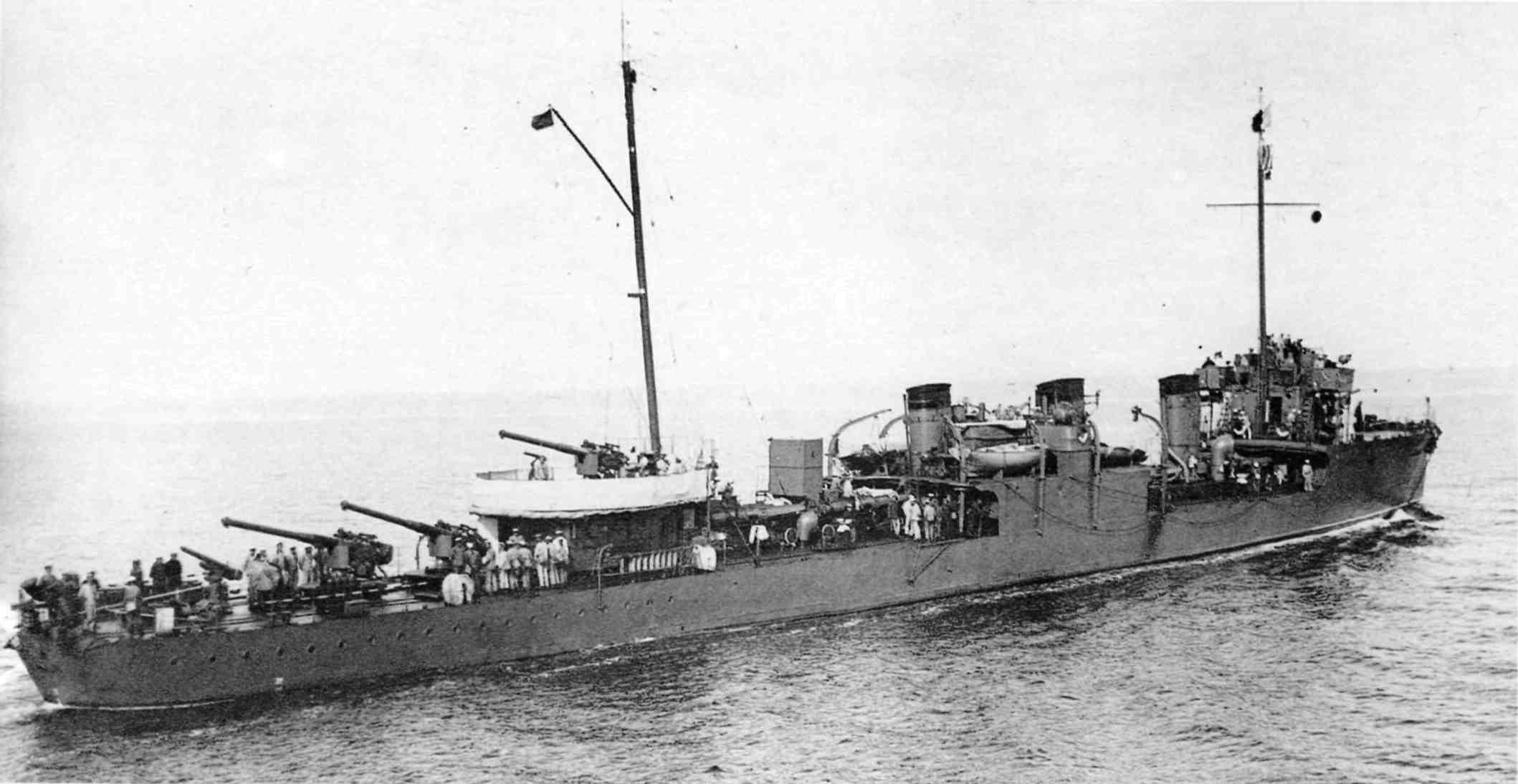
«Шаумян»

### 2-я серия
- «Тенедос» (строительство отменено)
- «Хиос» (строительство отменено)
- «Родос» (строительство отменено)
- «Самос» (строительство отменено)
- Ещё 8 эсминцев без имени.

8 недостроенных кораблей этого типа были заложены в 1916—1917 годах в Николаеве, в январе 1919 года были переименованы на украинский манер, а после Гражданской войны разобраны на металлолом.